# Una aventura salvatge
Una aventura salvatge (títol original en anglès, Against the Wild) és una pel·lícula infantil canadenca del 2013 dirigida per Richard Boddington i protagonitzada per CJ Adams, Erin Pitt, Natasha Henstridge i Ted Whittall. S'ha doblat al català.
Richard Boddington va rebre el Gran Premi del Públic a la millor direcció al Festival Internacional de Cinema de Rhode Island de 2013. El film va ser nominat a un premi Emmy internacional el 2014.
Atès que la pel·lícula no es va estrenar als cinemes, es va distribuir directament per a vídeo, i els seus beneficis financers van ser només de les vendes de DVD, que van ascendir a uns 2 milions de dòlars.